# Infraestructuras Científicas y Técnicas Singulares

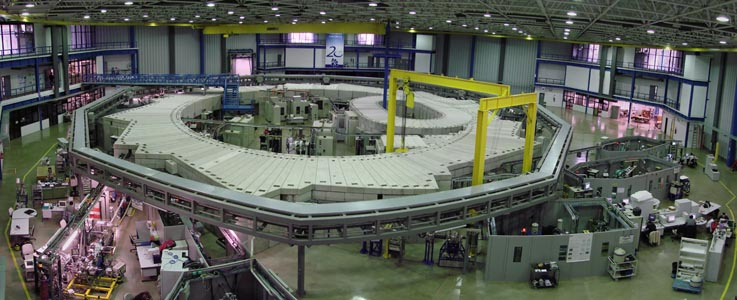
Laboratorio Nacional de luz Sincrotrón ALBA, una de las ICTS

Las Infraestructuras Científicas y Técnicas Singulares (ICTS, denominadas Instalaciones Científicas y Técnicas Singulares hasta el 7 de octubre de 2014) son grandes instalaciones, recursos, equipamientos y servicios que están dedicados a la investigación y desarrollo tecnológico, así como a fomentar la transmisión, intercambio y preservación del conocimiento, la transferencia de tecnología y la innovación en España. Su objetivo principal es la puesta a disposición de la comunidad científica, tecnológica e industrial nacional e internacional de infraestructuras científico-técnicas indispensables para el desarrollo de una investigación científica y tecnológica única o excepcional en su género, con un coste de inversión, mantenimiento y operación muy elevado y cuya importancia y carácter estratégico justifica su disponibilidad para todo el colectivo de I+D+i.
Las ICTS poseen tres características fundamentales: son infraestructuras de titularidad pública, es decir, pertenecen o son gestionadas por entidades públicas; son singulares, lo que significa que son únicas en su especie y están abiertas al acceso competitivo de usuarios de toda la comunidad investigadora.
Las ICTS están distribuidas por todo el territorio nacional y quedan recogidas en lo que se denomina el “Mapa de Infraestructuras Científicas y Técnicas Singulares (ICTS)”. El primer Mapa de ICTS se acordó en la III Conferencia de Presidentes, celebrada el 11 de enero de 2007, y fue elaborado con la participación de las comunidades autónomas. Dicho Mapa estuvo vigente hasta 7 de octubre de 2014, día en el que el Consejo de Política Científica, Tecnológica y de Innovación (CPCTI) aprobó el actual, compuesto por 29 ICTS que aglutinan un total de 59 infraestructuras.

## Contexto nacional
Al amparo de la Ley 14/2011 de la Ciencia, la Tecnología y la Innovación, la Administración General del Estado, la “Estrategia Española de Ciencia y Tecnología y de Innovación” contempla las actividades de investigación, desarrollo e innovación (I+D+i) desde una perspectiva general para el periodo 2013-2020, y considera que el despliegue del “Mapa de Infraestructuras Científicas y Técnicas Singulares (ICTS)” es un instrumento clave para el desarrollo territorial del Sistema Español de Ciencia, Tecnología e Innovación, junto a su integración en el Espacio Europeo de Investigación. Las líneas generales de la política científica que se recogen en la Estrategia se concretan en los planes estatales. Así, el “Plan Estatal de Investigación Científica, Técnica y de Innovación” para los años 2013-2016 recoge los objetivos a conseguir en este periodo y los instrumentos para articular las distintas actuaciones previstas. Uno de estos objetivos es facilitar el acceso a las infraestructuras científicas y tecnológicas y al equipamiento científico, con especial referencia a las grandes instalaciones científicas y técnicas singulares tanto nacionales como internacionales. Todo esto se concreta en el “Subprograma Estatal de Infraestructuras Científicas y Técnicas y Equipamiento” que tiene como objetivo proveer, mantener y actualizar las infraestructuras científicas y técnicas, para que sean accesibles a todos los agentes del Sistema Español de Ciencia, Tecnología e Innovación, y facilitar una investigación científico-técnica de calidad, así como el desarrollo de actividades empresariales de I+D altamente competitivas. 

## Contexto internacional
El Programa Marco de I+D+i de la UE H2020 incluye, dentro del pilar “Ciencia excelente”, las acciones de apoyo a las infraestructuras científicas, con el objetivo de reforzar y extender la excelencia científica europea y consolidar el Espacio Europeo de Investigación (ERA, European Research Area) para que el sistema de ciencia de la UE sea más competitivo a escala global. Los objetivos generales que, con relación a las infraestructuras de investigación, H2020 pretende alcanzar son: (i) Optimizar el uso y desarrollo de las infraestructuras científicas europeas; (ii) Fomentar su potencial humano y de innovación; y (iii) Reforzar la coherencia de las políticas nacionales y europea en materia de Infraestructuras.
Por otra parte, el actual periodo de programación 2014-2020 de los Fondos Europeos refuerza el papel de la evaluación ex ante. Esta evaluación es uno de los requisitos para recibir financiación europea y realmente es una planificación previa y exhaustiva de las actividades en las que, cada uno de los Estados Miembros, prevé invertir dichos fondos. La actualización del Mapa de las ICTS ha sido la herramienta empleada para dar cumplimiento a la evaluación ex ante relacionada con la prioridad de inversión del Fondo Europeo de Desarrollo Regional (FEDER) “Mejora de las infraestructuras de investigación e innovación (I+I) y de la capacidad para desarrollar excelencia en materia de I+I y fomento de centros de competencia, en especial los de interés europeo”. A su vez, se ha coordinado también con las Estrategias Regionales de Especialización Inteligente (RIS3) de las comunidades autónomas, que son instrumentos para ayudar a las regiones a plantear y alcanzar elecciones óptimas para su prosperidad. Con todo ello se ha conseguido que las actuaciones de inversión y mejora en las ICTS del Mapa recientemente aprobado sean susceptibles de cofinanciación con FEDER durante el periodo de programación 2014-2020.

## Configuración del mapa de ICTS en vigor
El Consejo de Política Científica, Tecnológica y de Innovación (CPCTI), constituido el 18 de septiembre de 2012, es el órgano de coordinación general de la investigación científica y técnica de España, formado por representantes del Gobierno Central y de las comunidades autónomas. Una de sus funciones ha sido la aprobación de la actualización del Mapa de ICTS 2013-2016. El proceso de renovación del Mapa de ICTS se inició con la definición de los objetivos y principios que debían cumplir las infraestructuras que participasen en la actualización del mismo, realizada por el CPCTI. Asimismo, se estableció un procedimiento de actualización del Mapa y se constituyó el Comité Asesor de Infraestructuras Singulares (CAIS), como Grupo de Trabajo de la Comisión Ejecutiva del CPCTI. Después de un minucioso proceso de análisis y evaluación de los Planes Estratégicos presentados por las infraestructuras candidatas, en el que participó la Agencia Nacional de Evaluación y Prospectiva (ANEP) con intervención de expertos internacionales, el CAIS generó una propuesta de configuración del nuevo Mapa. Finalmente, el CPCTI aprobó el Mapa de las Infraestructuras Científicas y Técnicas Singulares (ICTS) el 7 de octubre de 2014. Este Mapa se someterá a una actualización y revisión completa al principio del periodo de vigencia de cada Plan Estatal.

## Tipos de ICTS
Las ICTS pueden ubicarse en una única localización (infraestructuras con localización única), pueden formar parte de una Red de Infraestructuras (RI) o constituirse como una Infraestructura Distribuida (ID), dependiendo del nivel de integración y coordinación de sus capacidades.

## Requisitos
Los requisitos que debe cumplir una instalación para ser considerada una ICTS, están formalmente definidos en el documento del CPCTI que acompaña la configuración del Mapa actual de ICTS. De forma resumida, dichos requisitos son los siguientes:
- Carácter singular y estratégico.- La ICTS es una infraestructura singular, una herramienta experimental de vanguardia única en España por su contenido y sus prestaciones, abierta a todo el sistema español de I+D+i, avanzada científica y tecnológicamente, imprescindible para realizar determinadas investigaciones y/o desarrollos tecnológicos.
- Objetivos.- Tal como se ha mencionado anteriormente, deben estar alineados con los objetivos de la Estrategia Española de Ciencia y Tecnología y de Innovación, del Plan Estatal de I+D+i y de los correspondientes programas europeos e internacionales.
- Inversión.- Comporta un coste de inversión en infraestructura científica y tecnológica elevado en su construcción, actualización y mejora (a partir de 10 millones de euros de inversión acumulada en activos tecnológicos), así como también en su mantenimiento y explotación.
- Acceso abierto.- Las ICTS deben aplicar una política de acceso abierto competitivo a la comunidad científica, tecnológica, industrial y a las administraciones. Debe existir demanda demostrable y proporcionada de uso o acceso por parte de la comunidad nacional e internacional. Dicho acceso será evaluado y priorizado con criterios de excelencia y viabilidad científico-técnica.
- Comité Asesor Científico-Técnico.- En general, salvo que la naturaleza específica de la infraestructura lo desaconseje, las actividades científico-tecnológicas y las estrategias de las ICTS deben estar asesoradas por un Comité Asesor Científico y Técnico de relevancia internacional.
- Gestión.- La ICTS contará con esquemas de gestión apropiados, de acuerdo con sus características específicas, particularmente en lo relativo a las infraestructuras y servicios ofrecidos de manera competitiva y al apoyo a usuarios.
- Plan Estratégico.- Las ICTS deberán contar con un Plan Estratégico cuatrienal revisado periódicamente, que establecerá los objetivos, estrategias y recursos.
- Producción y Rendimiento.- La producción y el rendimiento de la ICTS debe ser proporcionada al coste y tamaño de la instalación. Cada ICTS deberá mantener un Registro de Actuaciones de I+D+i que incluya todos los accesos ofrecidos, proyectos y actividades realizadas, y los resultados de I+D+i alcanzados gracias al uso de la instalación (publicaciones, patentes, etc.).

## ICTSs en el Mapa en vigor
A febrero de 2016, las infraestructuras que tienen la consideración de ICTS son:
- Sincrotrón ALBA
- Bases Antárticas Españolas
- Centro astronómico de Yebes
- Centro de Láseres Pulsados Ultracortos Ultraintensos
- Centro Nacional de Aceleradores
- Centro Nacional de Investigación sobre la Evolución Humana
- Reserva Biológica de Doñana
- Flota Oceanográfica Española
- Flota CSIC
- Gran Telescopio de Canarias (IAC)
- Infraestructura Integrada de Microsopía Electrónica de Materiales
- Infraestructura Integrada de Producción y Caracterización de Nanomateriales, Biomateriales y Sistemas en Biomedicina (NANBIOSIS)
- Infraestructura Integrada de Tecnologías Ómicas
- Infraestructuras Agregadas para la Investigación Hidráulica Marítima
- Laboratorio de Resonancia Magnética Nuclear
- Laboratorio Nacional de Fusión (CIEMAT)
- Laboratorio Subterráneo de Canfranc
- Superordenador Finisterrae del CESGA
- Superordenadores MareNostrum y MinoTauro en el Centro Nacional de Supercomputación
- Observatorio Astrofísico de Javalambre
- Centro astronómico de Calar Alto
- Radiotelescopio IRAM 30M (CSIC)
- Observatorios de Canarias (IAC)
- Palacio de Doñana (Almonte, Huelva).[6]
- Plataforma Aéreas de Investigación
- Plataforma Oceánica de Canarias
- Plataforma Solar de Almería (CIEMAT)
- Red de Laboratorios de Alta Seguridad Biológica
- Red de Salas Blancas de Micro y Nano Fabricación
- Red Distribuida de Imagen Biomédica
- Red Española de Supercomputación Ampliada
- RedIRIS
- Sistema de Observación Costero de las Illes Balears